# Fuchsia regia
Fuchsia regia, llamada comúnmente pendientes de princesa de la selva, es un arbusto del género Fuchsia de la familia Onagraceae, originario del centro-este de América del Sur, se cultiva como planta ornamental.

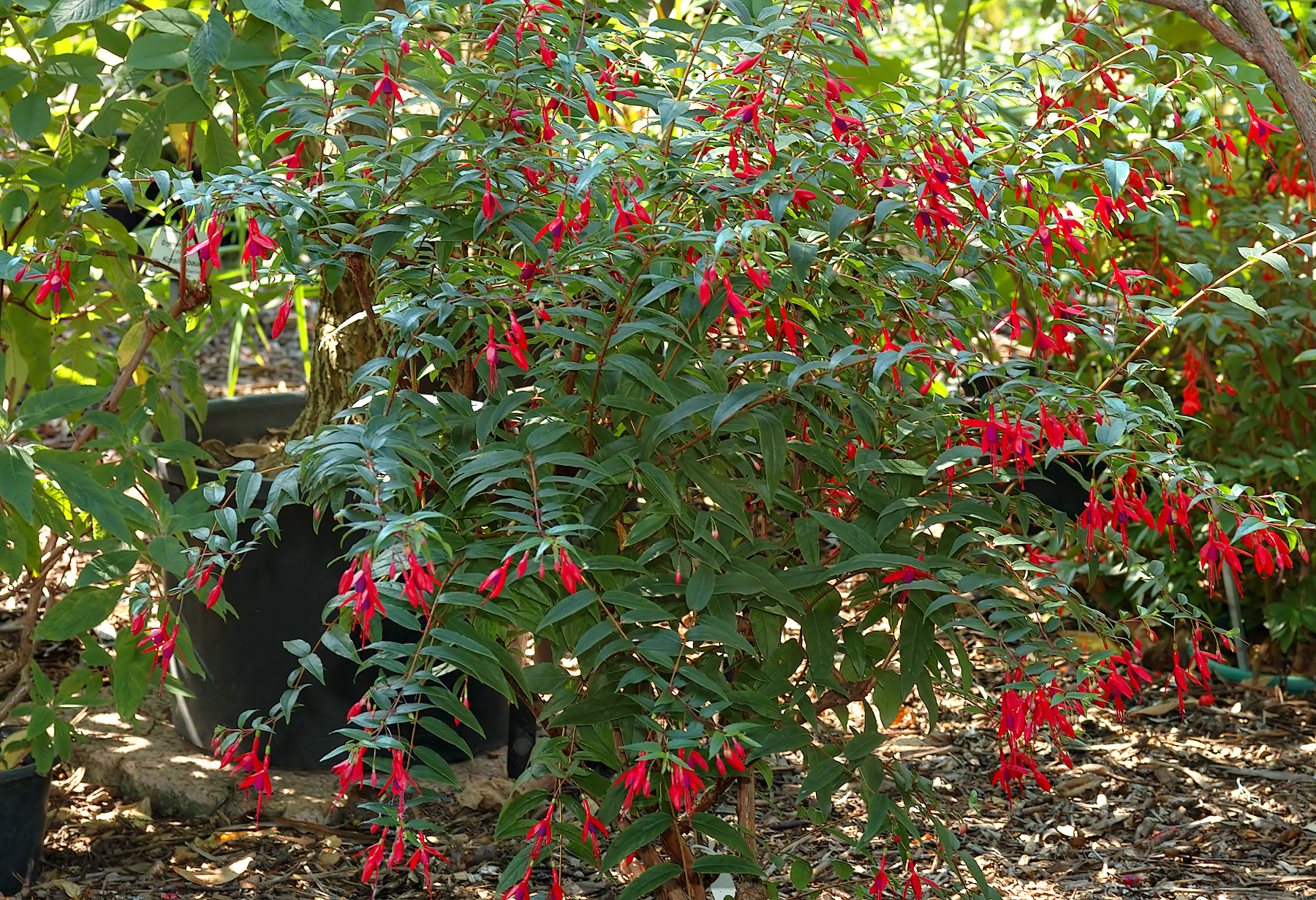
Arbusto de Fuchsia regia.

## Descripción
Es un arbusto apoyante siempreverde de alrededor de 1,5 a 3 metros de altura, con ramas delgadas, pendientes, que nacen desde la base del tronco. Sus hojas son simples, de forma lanceolada, suelen tener el peciolo rojizo, y se agrupan en verticilos. 
Al igual que las otras especies de esa sección, sus flores son pentámeras, terminales y axilares, colgantes, y tienen el nectario fusionado a la base del hipanto (tubo), el cual es cilíndrico y generalmente no es más largo que los grandes sépalos, abiertos y de color rojo. Los estambres son rojizos, largos, y se extienden más allá de la corola —pétalos— (exsertos) de color violeta-fucsia. El fruto es una baya que procede de un ovario en posición inferior.

## Distribución y hábitat
Esta especie es endémica del sudeste y sur del Brasil;  se distribuye en los estados de: Bahía, Minas Gerais, Espirito Santo, Río de Janeiro, São Paulo, Paraná, Santa Catarina, y norte de Río Grande del Sur. Vive en selvas de altitud de la mata Atlántica, en regiones de temperaturas templadas y abundantes precipitaciones, preferentemente en las cercanías de cursos de agua y en sitios con sombra total o parcial.

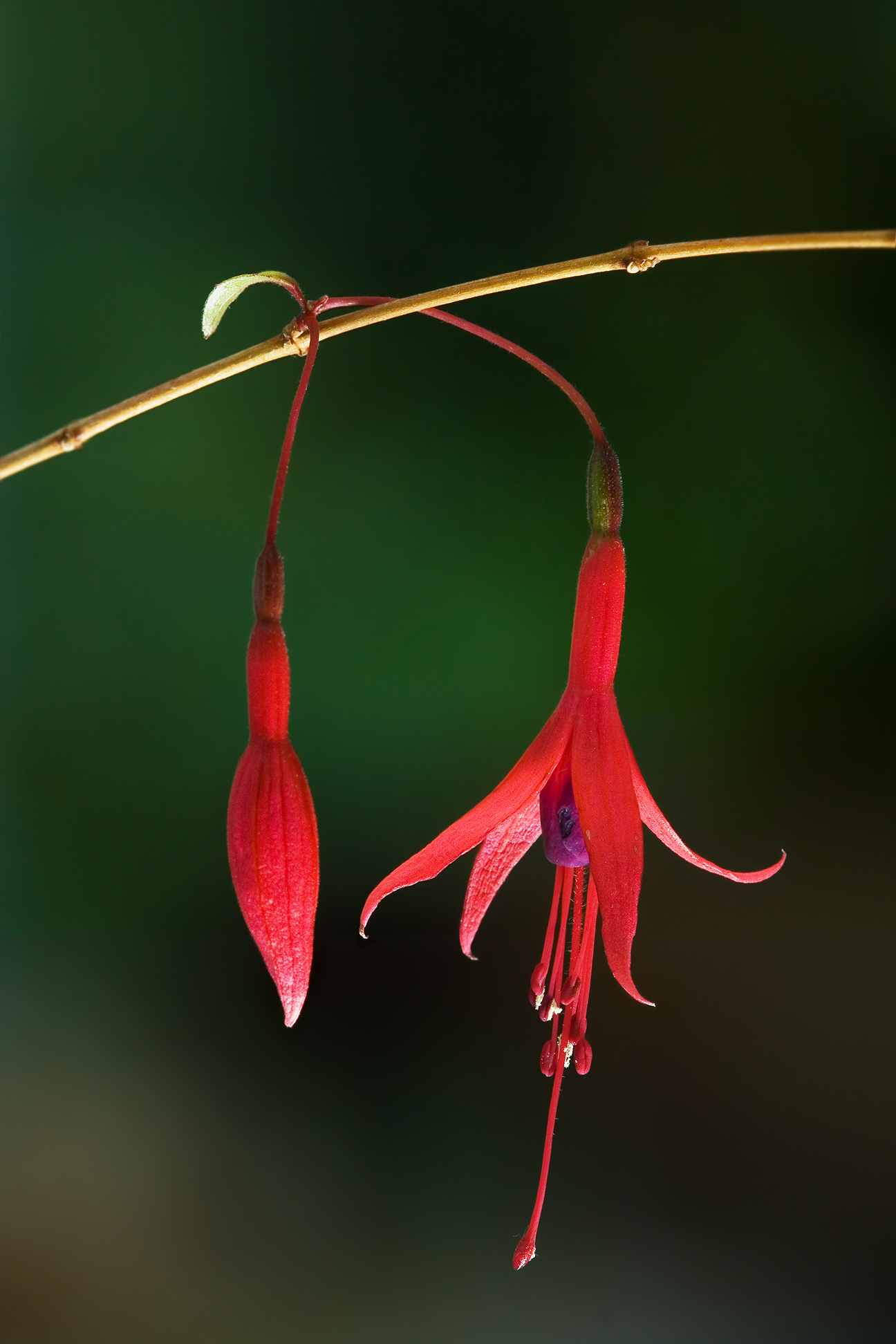
Flores de Fuchsia regia.

## Usos
Gracias al colorido y forma de sus flores, se emplea abundantemente como planta ornamental, en especial en regiones templado cálidas, en donde presenta dificultades de cultivo la muy similar Fuchsia magellanica, con la cual comparte la misma sección genérica. Igualmente tolera las heladas. Muchos de los cultivares existentes de Fuchsia son híbridos de esta especie. Se cultiva tanto directamente en tierra como en macetas, y se multiplica por esquejes. Sus flores son visitadas por colibríes (troquilógamas), quienes se encargan de su polinización. Florece en primavera y otoño, ligada al fotoperiodo.
Es la flor oficial del estado brasileño de Río Grande del Sur, en base al decreto del estado N.º 38400, del 16 de abril de 1998.

## Taxonomía
Se encuentra ubicada taxonómicamente, dentro del género Fuchsia, en la sección «Quelusia», junto con la muy similar Fuchsia magellanica, y otras 7 especies. 
Fuchsia regia fue descrita por (Vand. ex Vell.) Munz y publicado en Proceedings of the California Academy of Sciences, Series 4, 25: 13, t. 1, f. 5. 1943.
Etimología
Fuchsia: nombre genérico descrito por primera vez por Charles Plumier a finales del siglo XVII, y nombrada en honor del botánico alemán, Leonhart Fuchs (1501-1566).
regia: epíteto latino que significa "real".
Sinonimia
- Fuchsia integrifolia Cambess.
- Fuchsia pyrifolia C.Presl
- Fuchsia regia subsp. regia
- Quelusia regia Vell.[4]

### Subespecies
Esta especie se encuentra subdividida en 3 subespecies:
- Fuchsia regia ssp. regia (Vell.) Munz
- Fuchsia regia ssp. reitzii P.E. Berry
- Fuchsia regia ssp. serrae P. E. Berry